# Sic (Band)
Sic ist eine Thrash-Metal-Band von den Färöern.

## Bedeutung
Die Band formierte sich bereits 2002 und spielte ein paar Gigs, von denen aber keine Aufnahmen überliefert sind. Seit 2005 spielt Sic in der heutigen Besetzung.
Mit ihrer extremen kraftvollen Musik und ihrem vulgären Auftreten waren sie schnell die unumstrittene Metal-Band Nummer 1 auf den Inseln. Petur Pólson sagte: „Ihr extremer Sound wird vervollständigt mit – ja – melancholischen und schönen Melodien. Sie würzen es auch mit einer Prise Humor“.
Im Februar 2006 begannen die Arbeiten für das Debüt-Album. Im September nahmen sie in Dänemark innerhalb von 15 Tagen 13 Tracks auf, von denen sie selber sagen, sie seien „ein Meilenstein der Metal-Geschichte“. In der Tat erlangte Pandemonium auch in internationalen Fachkreisen Anerkennung.
So wurden sie im australischen Internetradio Dark Cloud Radio gespielt und von den Hörern zur Band des Monats gewählt. Im peruanischen Internetmagazin und Radiosender Rockum bekamen sie 8,8 von 10 Punkten. Dort wurden sie mit Sevendust (in ihren besten Jahren), Machine Head, Slipknot, Glassjaw und Max Cavalera verglichen, als jener Roots mit Sepultura aufnahm und in seinen ersten Jahren mit Soulfly. Gerade letzterer Vergleich aus südamerikanischer Sicht war für Sic das vielleicht größte Lob, da Max Cavalera als der beste Musiker seines Genres in Südamerika gilt. Rockum schrieb: „Mikkjal begeistert und führt einen Stil vor, der auf dem Niveau mit den Sängern der genannten Gruppen ist.“
Ein färöischer Kritiker merkte an: „Mit Pandemonium hat sich Sic in die färöische Musikgeschichte eingetragen. Die Ausgabe ist herausragend und schuf Neues innerhalb der färöischen Musik. Hier ist die Rede von sehr schönem Lärm.“
Keine andere Band auf den Färöern hat eine derart große Fanbasis wie Sic. Die jungen weiblichen Fans auf den Inseln gehören einer eigenen Modebewegung an und werden „Sic chicks“ genannt.

## Diskografie
- 2007: Pandemonium (Tutl)[4]
- 2010: Si Vis Pacem, Para Bellum - LIVE (Tutl Records)
- 2010: Fighters They Bleed (Tutl)